# Sybill Morel
Sybill Morel, nacida Betty Bertha Herz, (Mannheim, 16 de febrero de 1899 – Chełmno, 9 de mayo de 1942) fue una actriz alemana de teatro y cine que trabajó durante la época del cine mudo.

## Trayectoria
Sybil Morel comenzó su carrera cinematográfica poco después del final de la Primera Guerra Mundial. Aunque fue una actriz muy solicitada, no logró continuar su carrera en la era del cine sonoro como hicieron otras estrellas del cine mudo. En 1932, se puso por última vez delante de la cámara en el papel principal de la película inacabada La mendiga de París, de Rolf Raffé. En 1933, publicó la novela El amor en el estudio de cine sonoro.
El 29 de octubre de 1941, los nazis la deportaron de Berlín al gueto de Lodz en el "Transporte 3". El Tribunal de Distrito de Berlín-Charlottenburg estableció en 1960 que la fecha de su muerte había sido a finales de 1945. Sin embargo, murió tres años y medio antes, cuando fue deportada del gueto de Lodz al cercano campo de exterminio de Chełmno el 9 de mayo de 1942, siendo asesinada allí el mismo día de su llegada.
Entre 1918 y 1935, Morel estuvo casada con Ernst Gotthelft. Cuando los nazis llegaron al poder, este era director administrativo y subdirector del Theater am Schiffbauerdamm de Berlín.

## Filmografía seleccionada
- The Geisha and the Samurai (1919)
- Opium (1919)
- The Tragedy of a Great (1920)
- Three Nights (1920)
- The Story of Christine von Herre (1921)
- On the Red Cliff (1922)
- Only One Night (1922)
- The Violin King (1923)
- The Affair of Baroness Orlovska (1923)
- Maciste and the Chinese Chest (1923)
- The Vice of Gambling (1923)
- Harry Hill's Deadly Hunt (1925)
- Ash Wednesday (1925)
- The Old Ballroom (1925)
- The Fallen (1926)
- The Awakening of Woman (1927)
- The Holy Lie (1927)
- When the Mother and the Daughter (1928)
- Under the Lantern (1928)
- The Old Fritz (1928)
- Madame Lu (1929)
- Angel in Séparée (1929)
- Storm of Love (1929)